# Jules Lebrun de Plaisance
Pour les articles homonymes, voir Lebrun.
Charles Louis Alexandre Jules Lebrun (né le 19 avril 1811 à Paris et mort le 15 janvier 1872 à Paris), 3e duc de Plaisance, est un homme politique français.

## Biographie
Neveu d'Anne Charles Lebrun, duc de Plaisance, Jules Lebrun prend le titre de duc, par succession de son oncle le 21 janvier 1859.
Propriétaire à Paris, il n'a que le titre de comte de Plaisance lorsqu'il est élu, le 1er août 1846, député du 2e collège de la Manche (Carentan) contre M. Vieillard. Il fait partie de la majorité conservatrice jusqu'à la révolution de 1848 qui le rend à la vie privée.
M. Charles Louis Alexandre Jules Lebrun épouse Marie Anne Wilhelmine Alexandrine Elisabeth Berthier de Wagram. Ils ont une fille, Anne-Elisabeth-Jeanne, mariée au comte Armand de Maillé, dont le fils aîné est substitué au titre de duc de Plaisance.

## Union et postérité
Jules est l'unique fils d'Alexandre Lebrun (1780 † 1812), baron de Plaisance et de l'Empire, colonel de cavalerie tué en Russie, et d'Adèle Louise Bérard (1790 † 1er mai 1811 - Paris Ier).

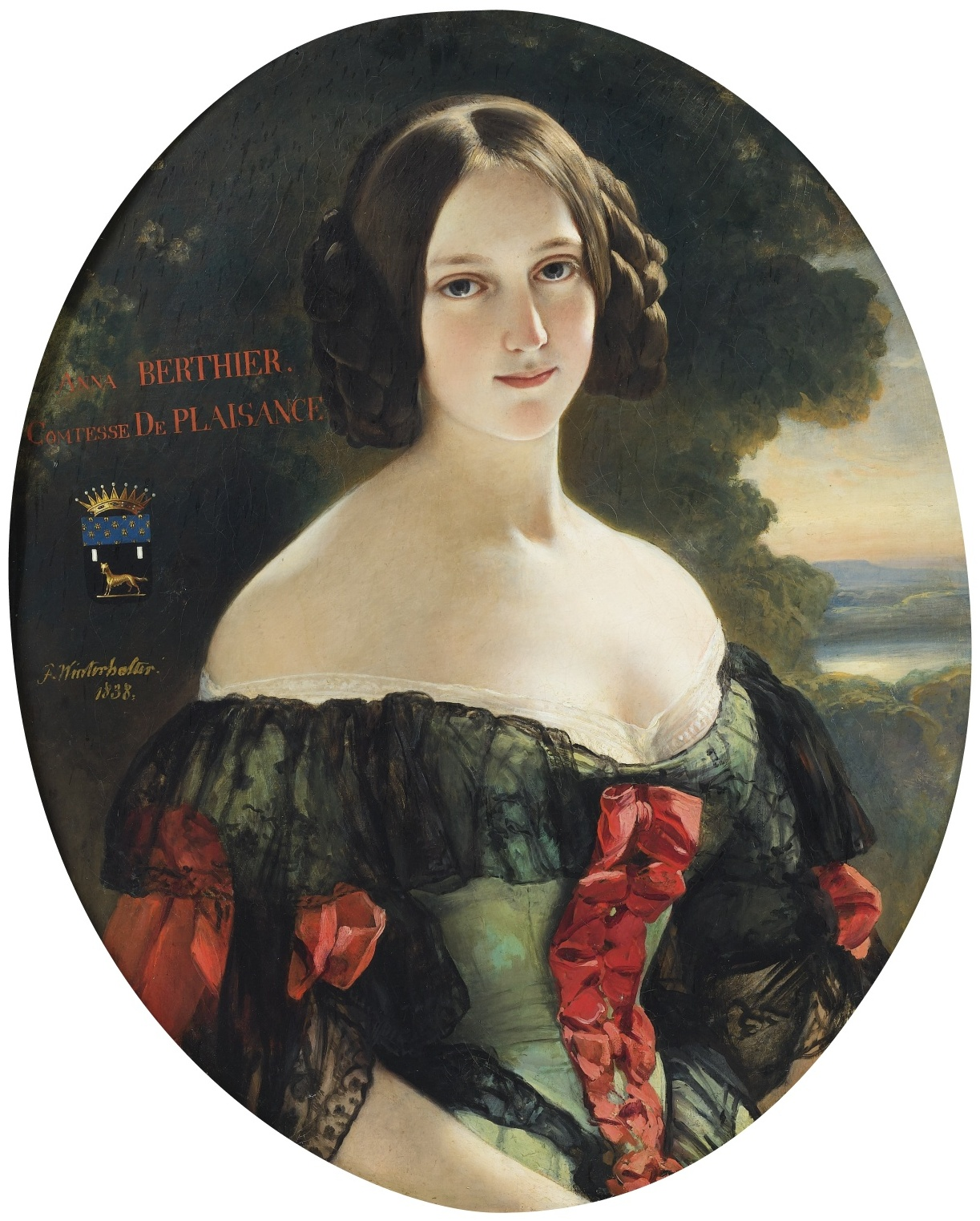
Anna Berthier de Wagram (1815-1878), peinte par Winterhalter, 1838

Il avait épousé, le 24 juin 1833 à Boissy-Saint-Léger, Marie Anne Wilhelmine Alexandrine Elisabeth Berthier de Wagram (19 février 1815 † 23 juillet 1878 - Paris), fille de Louis-Alexandre Berthier (20 novembre 1753 - Versailles † 1er juin 1815 - Bamberg, Bavière), ministre de la Guerre, Maréchal d'Empire, prince de Neuchâtel et de Valangin (30 mars 1806-1814), 1er prince de Wagram (31 décembre 1809), pair de France (1814), dont il eut une fille :
- - Jeanne (5 avril 1835 - Paris † 19 octobre 1920 - La Jumellière, Maine-et-Loire), mariée le 10 mai 1853 avec Armand-Urbain de Maillé de La Tour-Landry (1er juillet 1816 - Paris † 10 juin 1903), comte de Maillé, conseiller général du canton de Chemillé, représentant du Maine-et-Loire à l'Assemblée nationale, député de l'arrondissement de Cholet (1876), président du conseil général de Maine-et-Loire (1884-1903), sénateur de Maine-et-Loire (1896), dont :
    - Blanche de Maillé de La Tour-Landry (1854 † 1909), mariée Emmanuel Auguste Ghislain Nompar de Caumont (1839 † 1909), duc de La Force, dont postérité ;
    - Louis Armand Joseph de Maillé de La Tour-Landry (1860 † 1907), 4e duc de Plaisance (décret du 13 juin 1872), député de Maine-et-Loire (1903-1907), marié, le 30 décembre 1886 à Paris, avec Hélène Thérèse Philippine Marie de La Rochefoucauld (1865 † 1939), fille du duc d'Estissac, dont postérité ;
    - François Charles Edmond Marie (1862 † 1926), comte de Maillé de La Tour-Landry, marié en 1888 avec Madeleine Raymonde Isaure Mathilde de Montesquiou (1865 † 1896), dont postérité ;
    - Elisabeth Jacqueline Jeanne Marie de Maillé de La Tour-Landry (1869 † 1929), mariée en 1889 avec Antoine Pierre Marie Joseph Gabriel Théodule (1861 † 1944), marquis de Grammont dont postérité ;
    - Hélène Louise Marie de Maillé de La Tour-Landry (1873 † 1953), mariée en 1894 avec Marc Marie Auguste Ferry (1870 † 1915), comte de Ludre ;